# Sādhanā
Presso la religione induista, il termine sanscrito sādhanā (in devanagari साधना) indica la disciplina spirituale, ovvero tutto l'insieme di pratiche, rituali, austerità che, eseguito con regolarità e concentrazione, ha lo scopo di ottenere mokṣa, la liberazione.

## Caratteristiche
La sādhanā può essere individuale o di gruppo. Chi intraprende una sadhana viene detto sadhaka (lett. "aspirante spirituale").
L'obiettivo finale di qualunque sādhanā rimane quello di conseguire la realizzazione della propria natura Divina; tuttavia, determinate pratiche possono essere intraprese con lo scopo di raggiungere obiettivi minori ben precisi, come lo sviluppare qualità che si ritengono importanti per la propria crescita spirituale, oppure lo sconfiggere una o più tendenze interiori (ad es. la rabbia, la lussuria, ecc.) che ostacolano la stessa.

## Pratiche
La sādhanā di un individuo o di un gruppo può comprendere svariati tipi di pratiche, tutte accomunate dalla loro puntuale esecuzione in tempi regolari. Esistono tanti tipi di sādhanā; la scelta viene fatta in base a ciò che l'individuo sente più vicino alla propria sensibilità e spiritualità, e da cui sente di ricevere il massimo 
Segue un elenco indicativo delle principali tipologie di disciplina spirituale.
- Ripetizione del Nome

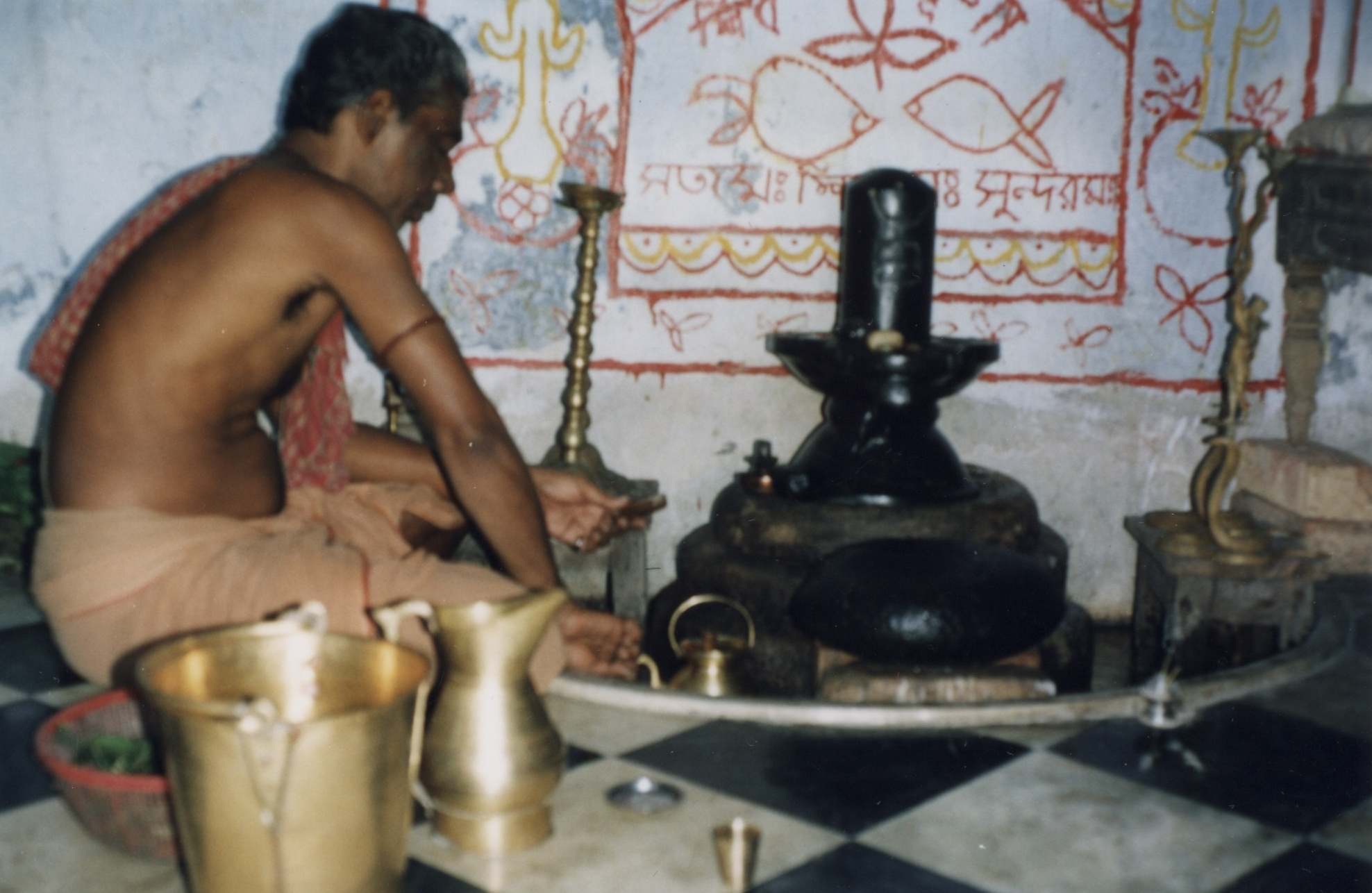
Un devoto di Śiva mentre esegue la pūjā ad un Lingam.

  - Namasmarana (ripetizione di formule o mantra)
  - Bhajan
- Dialogo
  - Satsang
  - Preghiera
- Astensioni / austerità
  - Silenzio (astensione dalla parola)
  - Digiuno (integrale, oppure limitato a determinati tipi di cibo)
  - Castità
  - Ascetismo (rinuncia alla vita mondana)
- Studio dei testi sacri
- Seva (servizio disinteressato)
- Adorazione
  - Pūjā
  - Yajña (sacrifici rituali)
  - Abluzioni
- Contemplazione
  - Dhyāna (meditazione)
  - Contemplazione di una o più Murti

## Ruolo del maestro
Secondo la tradizione orientale, il maestro spirituale (detto guru o acharya) ha un ruolo molto importante nell'esecuzione della sadhana: è il maestro, infatti, a dare le istruzioni più adatte al discepolo, e ad indicargli tempi e modalità di esecuzione delle pratiche.